# Uników, Voivodato de Łódź
Uników [uˈnikuf] es un pueblo ubicado en el distrito administrativo de Gmina Złoczew, dentro del Distrito de Sieradz, Voivodato de Łódź, en Polonia central. Se encuentra aproximadamente a 5 kilómetros al oeste de Złoczew, a 27 kilómetros al suroeste de Sieradz, y a 77 kilómetros al suroeste de la capital regional Lodz.